# Billy Claiborne
Pour les articles homonymes, voir Claiborne.
Billy Claiborne (21 octobre 1860 - 14 novembre 1882), est un hors-la-loi américain, membre du gang des Cowboys de Cochise County, bouvier, mineur et pistolero de la conquête de l'Ouest. 
Il abattit James Hickey dans un saloon lors d'un affrontement pour lequel la légitime défense lui fut accordée. Il était présent au début de la fusillade d'O.K. Corral mais, sans arme, il s'enfuit. À peine un an plus tard, il affronta « Buckskin » Frank Leslie qui le tua.

## Biographie
William Floyd Claiborne est né dans le comté de Yazoo, au Mississippi. Jeune homme, en 1879, il travailla comme cowboy dans le ranch de John Slaughter et conduisit des chevaux pour lui du Texas au Territoire de l'Arizona. À Tombstone, il travailla aux machines dans les mines de Charleston, et comme hercheur (ouvrier chargé de pousser les wagons) à la fonderie Neptune Mining Company à Hereford, en Arizona,,.

### Il tue James Hickey
Le 1er octobre 1881, Claiborne eut une altercation avec James Hickey au Queen's Saloon à Charleston. Hickey venait de passer trois jours à boire. Harry Queen, propriétaire du saloon témoigne de l’événement :
« I was present when James Hickey was killed. Hickey was standing close to the table where a game of cards was being plaid (sic) in my saloon. He turned to walk out at the same time this young fellow they called The Kid was coming into the saloon. When he saw Hickey he turned to walk out. Hickey said at that time he would like to see any Prick Eating Son of a Bitch stand in front of them. The Kid turned around and said don't follow me, you have been following me long enough and I won't stand it any longer. If you follow me any longer I will kill you. The Kid drew his pistol, raised it, and fires. Hickey turn (sic) partly around after the report of the pistol and fell on his face and left side. After The Kid told Hickey not to follow him any longer Hickey continued to advance. »
« J'étais présent quand James Hickey a été tué. Hickey se tenait près d'une table où on jouait aux cartes dans mon saloon. Il s'est retourné pour sortir au moment où le jeune homme qu'on appelait le Kid est entré dans le saloon. Quand il a vu Hickey, il s'est retourné pour sortir. À ce moment-là, Hickey a dit qu'il voudrait bien voir en face « un fils de pute suceur de queue ». Le Kid s'est retourné et il a dit : « arrête de me suivre, tu me suis depuis assez longtemps, je ne le tolèrerai plus. Si tu continues à me suivre, je te tue ». Le Kid a dégainé son pistolet, l'a levé et il a tiré. Après le coup de feu, Hickey a tourné sur lui-même et il est tombé face contre terre sur sa gauche. Quand le Kid a dit à Hickey d'arrêter de le suivre, Hickey a continué d'avancer. »
La balle tirée par Claiborne frappa Hickey dans la joue au-dessous de l'œil gauche, le tuant sur le coup. Plus d'un mois plus tard, le 26 novembre, seulement quatre jurés se présentèrent au procès. À l'audience suivante, trois jurés manquaient à l'appel. Finalement, lorsque le jury fut assemblé, ses membres demandèrent au juge si l'inculpation d'homicide volontaire pouvait être retenue. Le juge leur ayant répondu par la négative, le jury déclara qu'il ne pouvait s'accorder sur un verdict. Le juge prononça donc un non-lieu. Le 11 mai 1882, lors du deuxième procès, la plupart des avocats de la défense étaient absents. Le 15 mai, il fut de nouveau impossible de réunir un jury. Enfin, Hickey n'étant pas très apprécié, lorsqu'un jury put être valablement réuni, Billy fut jugé non coupable et acquitté.
En 1881, après la mort de William Bonney (« Billy the Kid »), Claiborne a exigé qu'on l'appelât « Billy the Kid ». Il aurait tué l'un des trois hommes qui ont refusé. Claiborne était un gros buveur et une tête brûlée. Il se lia d'amitié avec Ike et Billy Clanton et Tom et Frank McLaury.

### Fusillade d'O.K. Corral
À Tombstone, Arizona, le matin du 26 octobre 1881, Ike Clanton porte une carabine et un revolver, en violation d'un arrêté municipal. Vers 13 heures, Virgil et Morgan Earp surprennent Ike dans la 4e rue et Virgil le frappe par derrière en utilisant son revolver comme une matraque. Les frères Earp désarment Ike et l'emmènent comparaître devant le juge Wallace. Alors que celui-ci est absent du palais de justice, Wyatt attend avec Ike Clanton pendant que Virgil va chercher le juge Wallace.
Wyatt repère Tom McLaury devant le tribunal et le suspecte d'être armé. Il s'approche de McLaury et lui demande s'il porte une arme, ce que McLaury nie. Wyatt témoignera plus tard qu'il pouvait voir un revolver bien en évidence à la hanche droite de Tom. 
En tant qu'agent de police, assistant de son frère Virgil, Wyatt porte un revolver qu'il glisse dans sa ceinture (une pratique courante à l'époque). Des témoins rapportent que c'est à ce moment que Wyatt Earp sort son arme et s'en sert pour frapper par deux fois Tom McLaury qui s'effondre dans la rue, le visage en sang.
Aux environs de 13:30 - 14:00, Billy Clanton, 19 ans, le frère cadet d'Ike et Frank McLaury, frère aîné de Tom, entrent en ville. Alors qu'ils s'arrêtent au saloon du Grand Hôtel, sur Allen Street, Claiborne leur rapporte les événements des deux dernières heures : leurs frères ont été battus et se trouvent aux mains des frères Earp. Ces incidents ont alors déjà fait beaucoup parler en ville. Furieux, Frank déclare qu'il ne boira pas et part avec Billy chercher Tom et Ike. Au lieu de laisser leurs armes au Grand Hôtel, comme la loi les y oblige, ils les gardent sur eux en sortant,.
Ike et Tom rejoignent Frank et Billy. Ensemble, ils se rendent à l'armurerie Spangenberg où Frank et Billy achètent des munitions. Ike demande qu'on lui vende une arme, mais, voyant le bandage autour de sa tête, le propriétaire refuse. Les deux McLaury partent alors récupérer de l'argent qu'on leur doit, à la suite d'une vente de bétail. Billy Clanton part chercher son cheval en compagnie de Claiborne. Tous se retrouvent quelques minutes plus tard près de l'enclos d'O.K. Corral. Des témoins les entendent alors menacer les frères Earp.
Plusieurs citoyens préviennent Virgil Earp que les McLaury et les Clanton, rassemblés dans Fremont Street, sont armés et menacent les frères Earp. Il estime qu'il est temps d'agir. Pendant ce temps, le sheriff Johnny Behan, ami des cow-boys et au courant des troubles, se met à leur recherche.
Au saloon Hafford, Behan retrouve le marshal Virgil Earp qui lui demande son aide pour désarmer les cow-boys. Mais Behan préfère proposer d'aller parler seul aux Clanton et aux McLaury pour les convaincre de déposer leurs armes. Behan parti, Virgil patiente depuis déjà plusieurs minutes lorsque John Fonck, le vendeur de meubles, vient lui rapporter que les cow-boys empruntent Freemont Street. Virgil lui répond qu'il n'interviendra pas s'ils sont sur le point de quitter la ville, mais qu'il devra les arrêter s'ils entrent armés en centre-ville. Fonck lui rétorque : « mais ils sont tous dans Fremont Street maintenant ».
C'est vers 14:30 que les frères Earp et « Doc » Holliday ont trouvé Frank et Tom McLaury ainsi que Billy et Ike Clanton assemblés dans Fremont Street, devant un terrain vague qui jouxte la pension C.S. Fly et un studio de photographie. Behan a dit qu'il avait tenté de persuader Frank McLaury de déposer ses armes mais que Frank avait posé comme condition que le Marshal Virgil Earp et ses frères soient désarmés.
Les frères Earp et Holliday étaient passés par le nord, par la Quatrième Rue, puis par le sud, à l'ouest de Fremont Street à la recherche des cow-boys. Ils sont passés devant la porte du fond de l'O.K. Corral puis devant la boucherie Bauer.
Le sheriff Behan voit arriver Holliday et les Earp. Quittant les cow-boys, il vient au devant d'eux, tout en jetant plusieurs fois des coups d’œil nerveux derrière lui. Plus tard, Virgil témoignera que Behan leur a dit : « Pour l'amour de Dieu, n'allez pas là-bas ou ils vont vous assassiner! ». Pour Wyatt, Behan leur déclare, à lui et Morgan : « je les ai désarmés ». Behan a témoigné par la suite qu'il avait seulement déclaré être allé voir les cow-boy « dans le but de les désarmer », mais pas qu'il l'avait réellement fait. 
Après les événements, Wyatt Earp témoigne avoir vu « Frank McLaury, Tom McLAury et Billy Clanton alignés du côté est du bâtiment qui fait face au terrain vague à l'ouest de la galerie de photographie Fly. Ike Clanton, Billy Claiborne et un homme que je ne connais pas (Wes Fuller) se tenaient dans l'espace vide à peu près au milieu entre la galerie de photographie et le bâtiment suivant à l'ouest ». Wes Fuller était vers le fond du terrain.
Dès le début de la fusillade — personne ne peut affirmer avec certitude qui a tiré le premier — Ike Clanton court vers Wyatt pour lui montrer qu'il n'a pas d'arme et qu'il ne veut pas se battre. À quoi Wyatt répond : « viens te battre ou fiche le camp ! »:164. Ike Clanton se rue sur la porte de la pension Fly et s'échappe. Billy Claiborne s'enfuit par l'arrière du terrain.

### Après O.K. Corral
À Charleston, au début du mois de février 1882, lorsque le révérend Endicott Peabody annonça son intention de prêcher contre l'alcoolisme, Claiborne lui enjoignit, par écrit, d'éviter le sujet. Peabody répondit qu'il prononcerait les sermons qui lui plairaient, quand il lui plairait ; il ne se fit plus jamais intimider par Claiborne.
La réputation de Claiborne chuta après sa fuite pendant la fusillade d'O.K. Corral. Il témoigna devant la commission d'enquête Spicer sur O.K. Corral et quitta Tombstone pour plusieurs mois. Il trouva un travail de mineur à Globe. Là, il affirma à un ami qu'il faisait « double journée pour gagner assez d'argent pour retourner à Tombstone et tuer Frank Leslie ». D'après Billy, son ami Johnny Ringo avait été tué par Leslie. Billy retourna à Tombstone le 14 novembre 1882.

### Il est abattu par Frank « Buckskin » Leslie

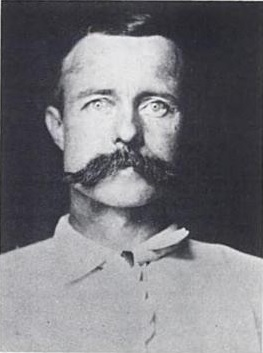
Frank Leslie, l'homme qui a abattu Billy Claiborne. La légitime défense lui fut reconnue.

Frank « Buckskin » Leslie tient le bar de l'Oriental Saloon le 14 novembre 1882 quand un Billy Claiborne ivre commence à se montrer insultant et à proférer des insanités. Leslie témoigne :
« I was talking with some friends in the Oriental Saloon when Claiborne pushed his way in among us and began using very insulting language. I took him to one side and said, « Billy, don't interfere, those people are friends among themselves and are not talking about politics at all, and don't want you about. » He appeared quite put out and used rather bad and certainly very nasty language towards me. I told him there was no use of his fighting with me, that there was no occasion for it, and leaving him I joined my friends. He came back again and began using exceedingly abusive language, when I took him by the collar of his coat and led him away, telling him not to get mad, that it was for his own good, that if he acted in that manner he was liable to get in trouble. He pushed away from me, using very hard language, and as he started away from me, shook a finger at me and said, « That's all right Leslie, I'll get even on you, » and went out of the saloon. »
« Je discutais avec des amis à l'Oriental Saloon quand Claiborne est venu à nous et nous a insultés. Je l'ai pris à part et lui ai dit : « Billy, ces gens sont là entre amis, ils ne parlent pas de politique et ne veulent pas de toi ». Cela a paru l'énerver et il s'est montré très grossier envers moi. Je lui ai dit qu'il ne lui servirait à rien de se battre contre moi, qu'il n'y avait aucune raison pour cela et je l'ai quitté pour rejoindre mes amis. Il est revenu toujours plus grossier, alors je l'ai attrapé par le col de son manteau et je l'ai éloigné en lui disant d'arrêter cette folie, que c'était pour son bien et qu'il risquait des ennuis à continuer comme ça. Il s'est libéré en m'insultant, il s'est écarté et m'a pointé du doigt en disant : « d'accord, Leslie, tu me le paieras » , et il est sorti du saloon. »
Quelques minutes plus tard, deux hommes viennent rapporter à Leslie qu'un homme l'attend dehors pour le tuer. Alors que Leslie sort, il aperçoit « le canon d'une carabine dépasser d'un pied (30 cm, ndt) à l'extrémité d'un étal de fruits ». Il dit à Claiborne : « ne tire pas, je ne veux pas que tu me tues et je ne veux pas avoir à te tirer dessus ». Mais Claiborne, toujours ivre, lève son arme, fait feu et manque Leslie. Celui-ci réplique, touchant Claiborne à la poitrine. « Je l'ai vu se plier en deux, j'ai réarmé mon revolver et l'ai visé à nouveau... Je me suis avancé vers lui mais je n'ai pas tiré quand il m'a dit : « ne tire plus, je suis mort » ».
Ses amis emmènent Claiborne chez un médecin, où il meurt six heures après avoir été blessé. Ses derniers mots auraient été : « Frank Leslie a tué Johnny Ringo, je l'ai vu faire ». Il fut enterré au cimetière de Boothill à Tombstone.
Il fut reconnu que Leslie avait agi en état de légitime défense ; il ne fut pas poursuivi.